# Tatjana Ognjanović
Tatjana Ognjanović, slovenska pianistka in pedagoginja, * 1963, Ljubljana.

## Življenjepis
Svojo glasbeno pot je začela pri prof. Darinki Bernetič na Srednji glasbeni šoli. Študij klavirja je nadaljevala na Akademiji za glasbo v Ljubljani v razredu prof. Dubravke Tomšič Srebotnjak. Pri njej je končala dodiplomski in podiplomski študij (1986 in 1990). Med letoma 1986 in 1993 se je na Dunaju izpopolnjevala pri prof. Hansu Petermandlu in še dodatno pri znanem ruskem pianistu in pedagogu Viktorju Meržanovu. Bila je gostja domačih in tujih festivalov in je nagrajenka klavirskih tekmovanj v Portu, Atenah, v Valenciji in Jaenu. Koncertirala je po evropskih in azijskih državah. Njen repertoar obsega skladbe od baročnih do sodobnih glasbenih stilov.
Je članica Tria Amael, ki deluje od leta 1999. Leta 1993 se je kot pedagoginja zaposlila na Akademiji za glasbo v Ljubljani. V tej ustanovi je bila 1999 izvoljena v naziv izredna profesorica. Pod njenim mentorstvom so klavir doštudirali mnogi mladi slovenski pianisti. Njeni učenci so: Tatjana Kaučič, Ilonka Kovačič-Pucihar, Ivana Marija Vidović, Ivan Ferčič in drugi.